# Svarttjärnen (Hässjö socken, Medelpad, 694236-159240)
Svarttjärnen är en sjö i Timrå kommun i Medelpad och ingår i Gådeån-Indalsälvens kustområde.